# Guido Cavalcanti
Guido Cavalcanti (Florence, tussen 1250 en 1259 – aldaar, augustus 1300) was een Florentijns dichter, politicus en mogelijk atheïst. Hij vervolmaakte de nieuwe Dolce stil novo van Guido Guinizelli in de intellectuele liefdespoëzie en beïnvloedde zijn vriend Dante Alighieri. Cavalcanti wordt beschouwd als de eerste grote Italiaanse dichter. Zijn gedichten staan op Wikisource.

Rime di Guido Cavalcanti, 1813

## Leven
Guido Cavalcanti werd omstreeks het jaar 1250 te Florence geboren als zoon van Cavalcante dei Cavalcanti in een adellijke familie van Welfen, die te lijden had onder de machtswisseling in Florence na de nederlaag van de Welfen in de Slag bij Montaperti. In 1266 herwon de familie Cavalcanti na de nederlaag van de Ghibellijnen in de Slag bij Benevento haar vooraanstaande positie in Florence. In 1267 trouwde Cavalcanti met Bice, dochter van Farinata degli Uberti, hoofd van de Ghibellijnse partij. Met Bice kreeg hij een dochter Tancia en een zoon Andrea.
In 1280 was hij een van de ondertekenaars van het vredesverdrag tussen de Welfen en Ghibellijnen en vier jaar later had hij zitting in het stadsbestuur van Florence naast Brunetto Latini en Dino Compagni. Na botsingen tussen de aanhangers van de Witten en Zwarten werd Dante Alighieri, prior van Florence, op 24 juni 1300 gedwongen om zijn vriend en leermeester te verbannen samen met de leiders van Witte en Zwarte facties van de Welfen. Cavalcanti trok zich terug in Sarzana, waar hij volgens de traditie zijn beroemde ballade schreef: Perch'i' no spero di tornar giammai (Omdat ik niet verwacht ooit terug te keren). Op 19 augustus werd zijn veroordeling herroepen vanwege zijn verslechterende gezondheid (mogelijk had hij malaria opgedaan). Eind augustus stierf hij een paar dagen na zijn terugkeer naar Florence.
Dante noemde Cavalcanti en hun gemeenschappelijke vriend Lapo Gianni in het negende sonnet van diens Rime: Guido, i'vorrei che tu, Lapo ed io (Guido, ik zou willen dat jij, Lapo en ik).
Verder vermeldt Dante Cavalcanti in de Divina Commedia (Inferno, canto X en Purgatorio, canto XI, 97-98) en in De vulgari eloquentia, terwijl Boccaccio hem aanhaalde in zijn Dante-commentaar Commento alla Divina Commedia en in een verhaal van de Decamerone waarin Cavalcanti atheïsme werd aangewreven.

## Werken
Er zijn 52 gedichten overgeleverd: 36 sonnetten, 11 ballades, 2 canzoni, 2 fragmenten en een motet. De thema's zijn die van de dolce stil novo: zelfbespiegeling over de gevolgen van de liefde voor een vrouw. In het gedicht Donna me prega wordt de persoonlijkheid van de minnaar, volgens de toen moderne Arabische geneeskunde gebaseerd op Averroes en Aristoteles, gesplitst in spiritelli, die door de ogen in het linkerdeel van het hart belanden en de minnaar verhinderen te denken en te handelen, zodat de geliefde onbereikbaar blijft. Het drama voltrekt zich in de ziel van de minnaar. Anders dan bij Guinizelli en Dante ontbreekt een godsdienstig element. Volgens Dante was Cavalcanti epicurist en Bocaccio noemde hem ronduit een atheïst. De liefde leidt bij Cavalcanti niet tot God of tot zielsverheffing, maar levert angst en verbijstering op.
Cavalcanti's gedichten getuigen met hun soepele metrum, omkeringen enzovoorts van een grote retorische techniek. Hij was naast dichter ook filosoof (Boccaccio: lo miglior loico che il mondo avesse mai avuto, de beste logicus die de wereld ooit heeft gekend), maar van eventuele filosofische verhandelingen is niets overgeleverd.

## Invloed
Cavalcanti wordt beschouwd als de eerste grote Italiaanse dichter. Hij beïnvloedde naast Dante, die hem als zijn mentor zag, onder meer Pietro Bembo en droeg bij aan het ontstaan van het moderne Italiaans. Ook Dante Gabriel Rossetti, Ezra Pound en T.S. Eliot, die aan het begin van zijn gedicht Ash Wednesday Cavalcanti citeert : Because I do not hope to turn again zijn aan hem schatplichtig.